# Benešovské roráty
Benešovské roráty jsou barokní skladba obvykle zpívaná lidmi během adventní mše za doprovodu varhan a orchestru. Původ této skladby je patrně na přelomu 17. a 18. století ve Španělsku. Misionáři ji přinesli na Svatou Horu, kde se zalíbila benešovským poutníkům. Ti ji opatřili českým textem. 
Původně tyto roráty zpíval pouze sbor za doprovodu varhan, ke konci 19. století se přidaly smyčce, pak orchestr a nakonec i lid v kostele. Poslední změny textu provedl v roce 1923 Vladimír Hornof. Hudbu v 60. letech 20. století upravil Alfons Šoun. 

## Zmínky
- Biskup Herbst na Benešovských rorátech[1]
- V Benešově již tradičně oznámí příchod adventu roráty[2]